# أليكس أورتاسون
أليكس أورتاسون (بالإسبانية: Alex Urtasun) مواليد 30 أبريل 1984 في بنبلونة، هو لاعب كرة سلة إسباني. بدأ مسيرته الاحترافية في سنة 2003. يلعب مع فريق بالونكيستو فوينلابرادا في الدوري الإسباني لكرة السلة. يحمل الرقم 3. يبلغ طوله 6 قدم 4.75 بوصة (1.9 م).

## المسيرة الاحترافية
لعب مع فالنسيا باسكت في الدوري الإسباني في موسم 2004–2005، ثم لعب مع لاردة في موسم 2005–2006، ثم لعب مع كانتابريا في الدوري الإسباني في موسم 2006–2007، ثم لعب مع فالنسيا في موسم 2007–2008، ثم لعب مع سان سباستيان غيبوثكوا بي سي في الدوري الإسباني في موسم 2008–2009، ثم لعب مع ليون في موسم 2009–2010، ثم لعب مع أليكانتي في سنة 2010، ثم لعب مع إشبيلية في الدوري الإسباني من سنة 2013 إلى 2015.

## روابط خارجية
- أليكس أورتاسون على موقع الاتحاد الدولي لكرة السلة (الإنجليزية)
- أليكس أورتاسون على موقع الدوري الإسباني لكرة السلة (الإسبانية)
- أليكس أورتاسون على موقع كرة السلة الأوروبية.كوم (الإنجليزية)
- أليكس أورتاسون على موقع DraftExpress.com (الإنجليزية)
- أليكس أورتاسون على موقع ريلجم (الإنجليزية)
- أليكس أورتاسون على موقع بروبوليرز (الإنجليزية)
- أليكس أورتاسون على موقع سبورتس رفرنس (الإنجليزية)